# Baltasar de Zúñiga
Baltasar de Zúñiga y Velasco (1561 – 7. října 1622, El Escorial) byl španělský královský favorit Filipa III., jeho syna Filipa IV. a klíčový ministr ve dvou španělských vládách. Pod kontrolou zahraniční politiky v letech 1618 až 1622 se zasloužil o zpočátku úspěšný vstup Španělska do třicetileté války (1618–1648) a o jmenování svého synovce, hraběte-vévody z Olivares, do funkce předsedy vlády na mnoho let za vlády Filipa IV. Významným byl také jako jeden z mála španělských královských favoritů té doby, kteří zemřeli stále zahrnováni přízní.

## Život
Baltasar de Zúñiga byl syn Jerónima de Acevedo y Zúñiga, čtvrtého hraběte de Monterrey a bratr pátého hraběte de Monterey Gaspara de Zúñiga Acevedo y Velasco, místokrále Nového Španělska a místokrálovství Peru.
Byl švagrem Enriqua de Guzmán, druhého hraběte de Olivares, který byl velvyslancem u Svatého stolce, v době pontifikátu papeže Sixta V.
V roce 1588 se Baltasar de Zúñiga zúčastnil jako námořník a voják výpravy do té doby neporazitelné španělské Armady proti Anglii. Po návratu králi Filipovi II. doručil dopis od Alonsa Péreze de Guzmán z 21. srpna 1588, ve kterém vysvětloval, že Armada byla poražena.

### Diplomatická kariéra
Poté byl poslán do Říma, aby se naučil umění diplomacie od svého švagra Olivarese.
V letech 1599 až 1603 byl španělským velvyslancem u místodržitelského dvora Albrechta VII. Habsburského a Isabely Kláry Španělské ve Španělském Nizozemí v Bruselu, kde se setkal mj. s filosofem Justem Lipsiem.
V letech 1603 až 1606 byl velvyslancem u francouzského krále Jindřicha IV. v Paříži.
V letech 1608 až 1617 byl vyslancem u císařského dvora Svaté říše, převážně v Praze, nejprve u Rudolfa II. a poté u Matyáše. Zde se stal jedním z mála spojenců oblíbeného ministra kardinála Melchiora Klesla.
1. července 1617 se ujal funkce státního rady v Madridu, do které jej předtím jmenoval hrabě de Uceda. Baltasar de Zúñiga opustil Prahu před stavovským povstáním v Čechách v roce 1618.

### Závěr života
Filip III. ho jmenoval do funkce Comendador Mayor de León v Řádu svatojakubských rytířů a 22. dubna 1619 vychovatelem následníka trůnu. Jako uznání jeho úspěchů ho král Filip IV. jmenoval předsedou své Státní rady.
Hrabě Baltasar de Zúñiga zemřel dne 7. října 1622 v Real Sitio de San Lorenzo de El Escorial.